# Dudun Gallo

Dudun Gallo (ook: Duddun Galo) is een dorp in het noordoosten van het district Hobyo, regio Mudug, in de semi-autonome staat Galmudug, centraal Somalië.
Dudun Gallo is slechts via een aantal onverharde paadjes bereikbaar en ligt in een aride landschap met karige vegetatie. Het ligt ca. 16 km ten westen van de kust van de Indische Oceaan. Het dorp bestaat uit ongeveer een dozijn traditionele hutten.